# コニャック＝ジェイ美術館
コニャック＝ジェイ美術館（コニャック＝ジェイびじゅつかん、フランス語: Musée Cognacq-Jay）は、フランスのパリ3区にある美術館である。18世紀の美術品で知られている。

## 沿革
パリの「サマリテーヌ百貨店」、「サマリテーヌ・ドゥ・リュックス」百貨店の創始者エルネスト・コニャックとその妻マリー＝ルイーズ・ジェイのコレクションを展示している。コニャックは自身が営む百貨店に隣接する建物に美術館を創設した。1928年にエルネスト・コニャックが亡くなり、そのコレクションはパリ市に遺贈され、翌年から一般公開されるようになる。1981年にサマリテーヌ・ドゥ・リュックスが閉店となり、建物はオフィスに改装されて1988年にはコニャック＝ジェイ美術館も一時閉館。1990年、16世紀に建てられたマレ地区のドノン館にコレクションが移され、再び公開されるようになった。

## コレクション
絵画、彫刻だけでなく家具調度品や陶器、タペストリー、宝飾品なども所蔵している。ルイ15世の妃マリー・レクザンスカのサロンを再現した部屋もある。絵画にはルイ＝レオポルド・ボワイー、フランソワ・ブーシェ、カナレット、ジャン・シメオン・シャルダン、ジャン・オノレ・フラゴナール、ジャン＝バティスト・グルーズ、モーリス・カンタン・ド・ラ・トゥール、トーマス・ローレンス、ユベール・ロベール、ジョヴァンニ・バッティスタ・ティエポロ、アントワーヌ・ヴァトー等がある。彫刻はジャン＝アントワーヌ・ウードン、ジャン＝バティスト・ルモワーヌの作品があるその他レンブラントやポール・セザンヌ、エドガー・ドガの作品もある。

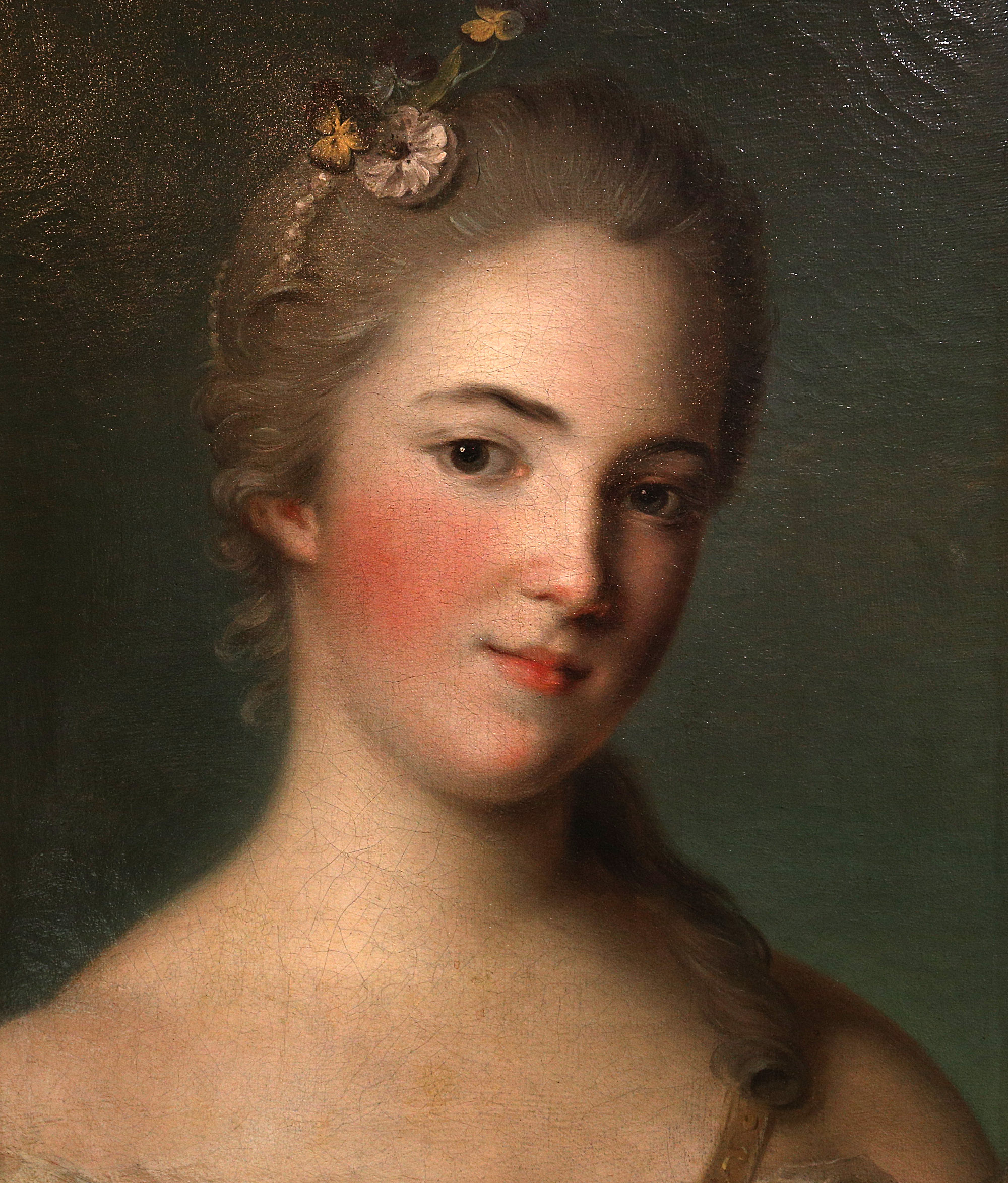
Tableau  de François Boucher (画)フランソワ・ブーシェ
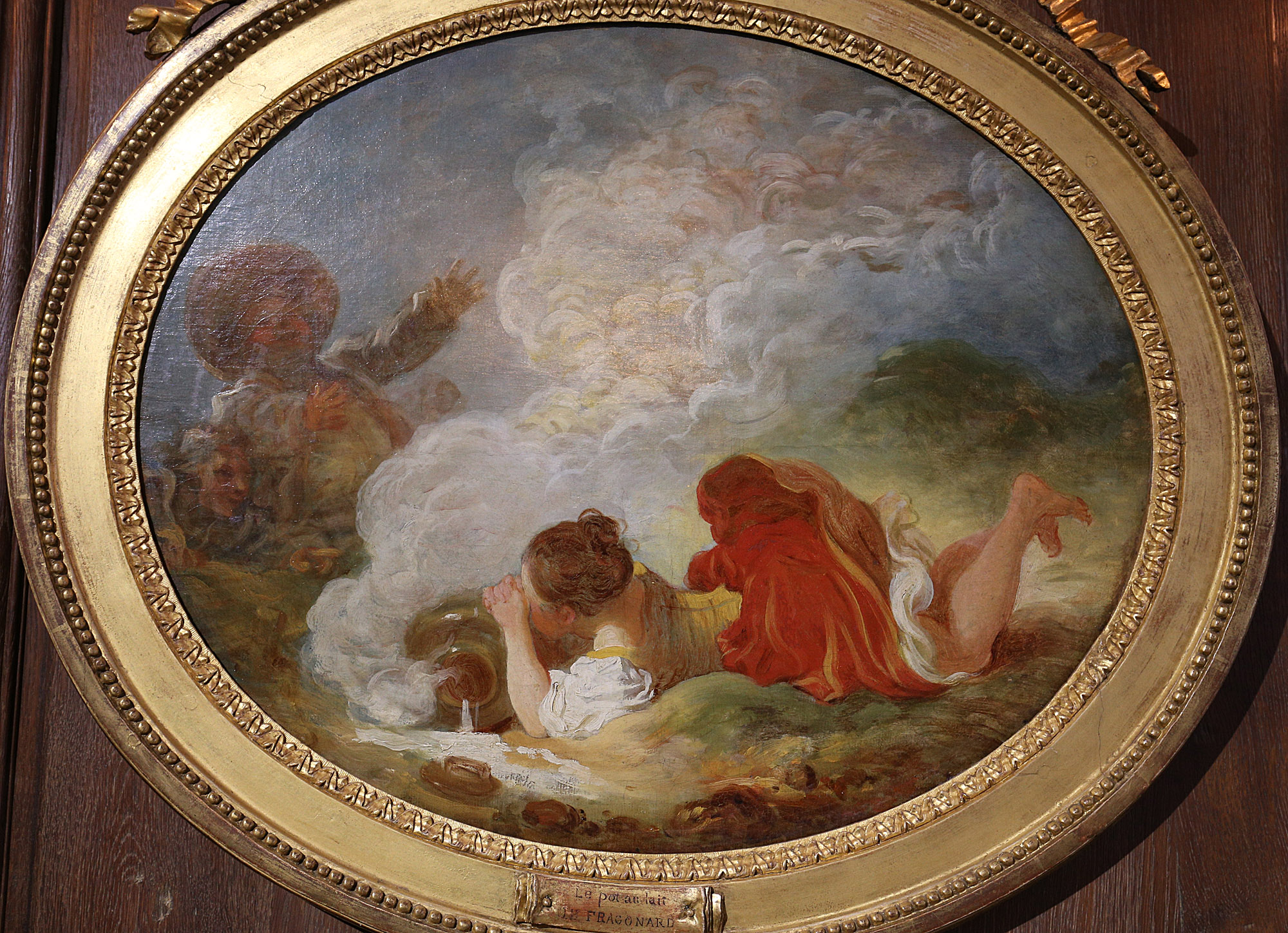
Perrette et le pot au lait (画)ジャン・オノレ・フラゴナール
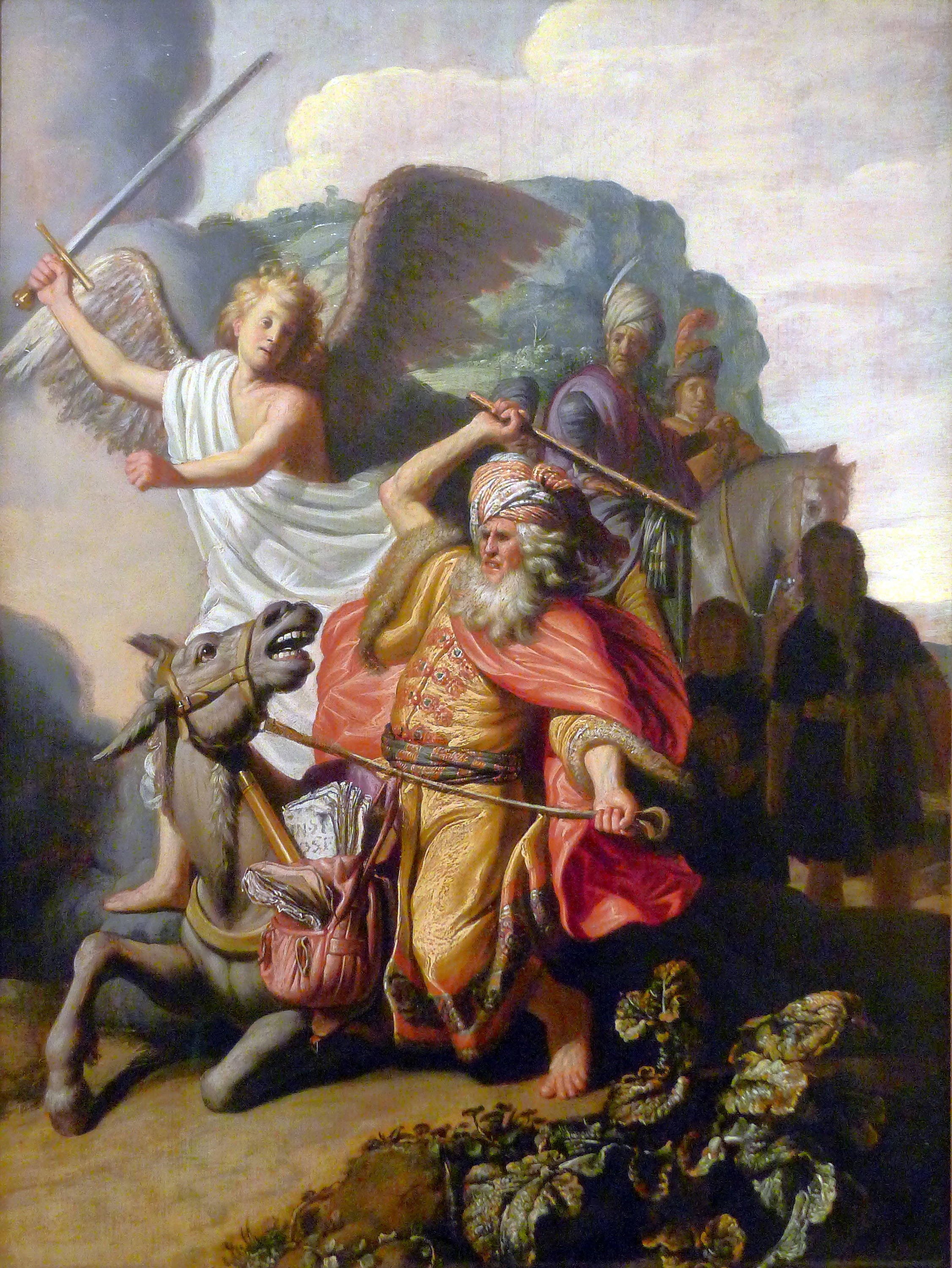
『バラムとロバ』 1626年 (画)レンブラント・ファン・レイン
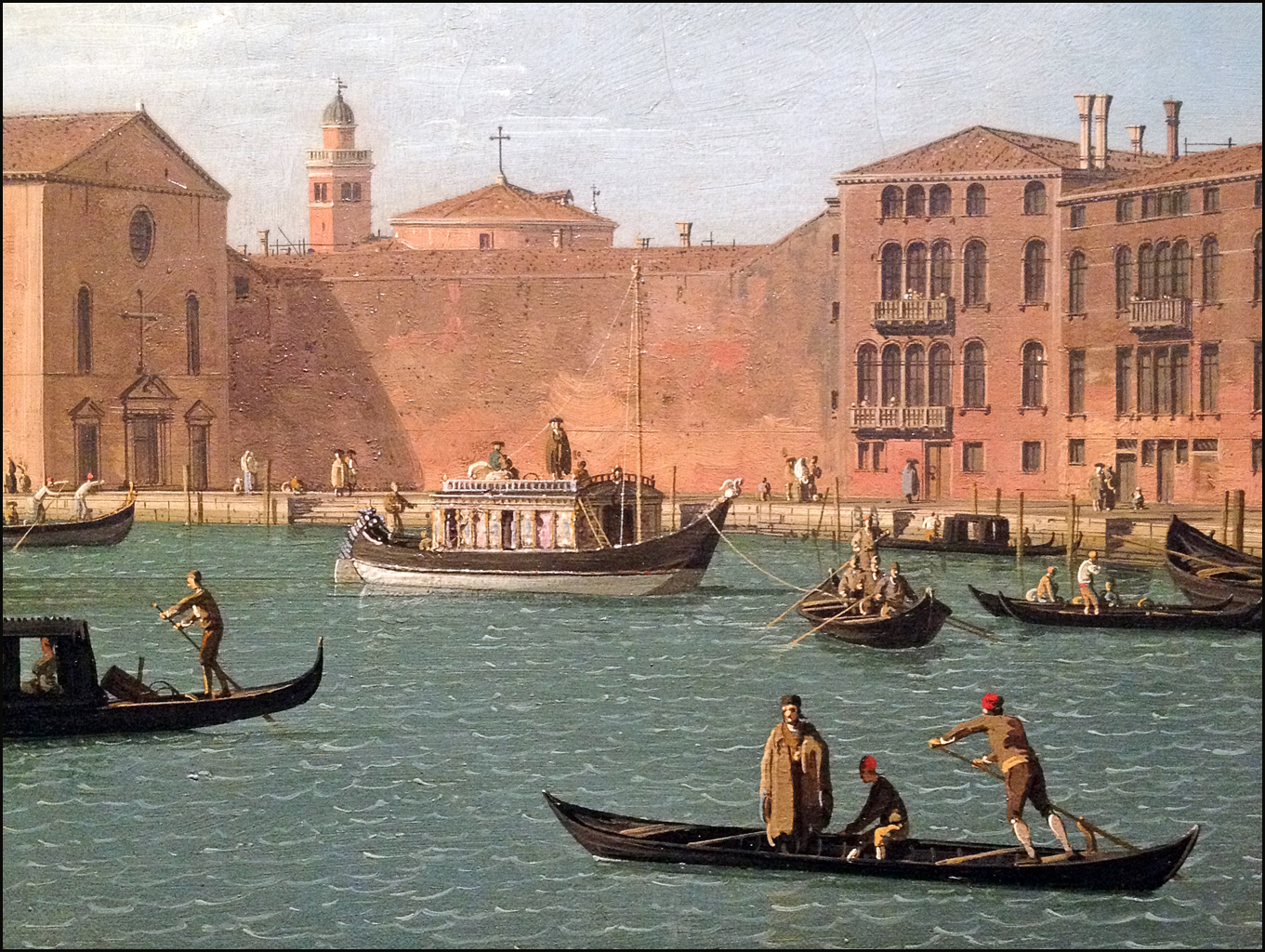
ヴェネツィアを望むサンタ・キアーラ運河 (一部), 1730-1735 (画)カナレット
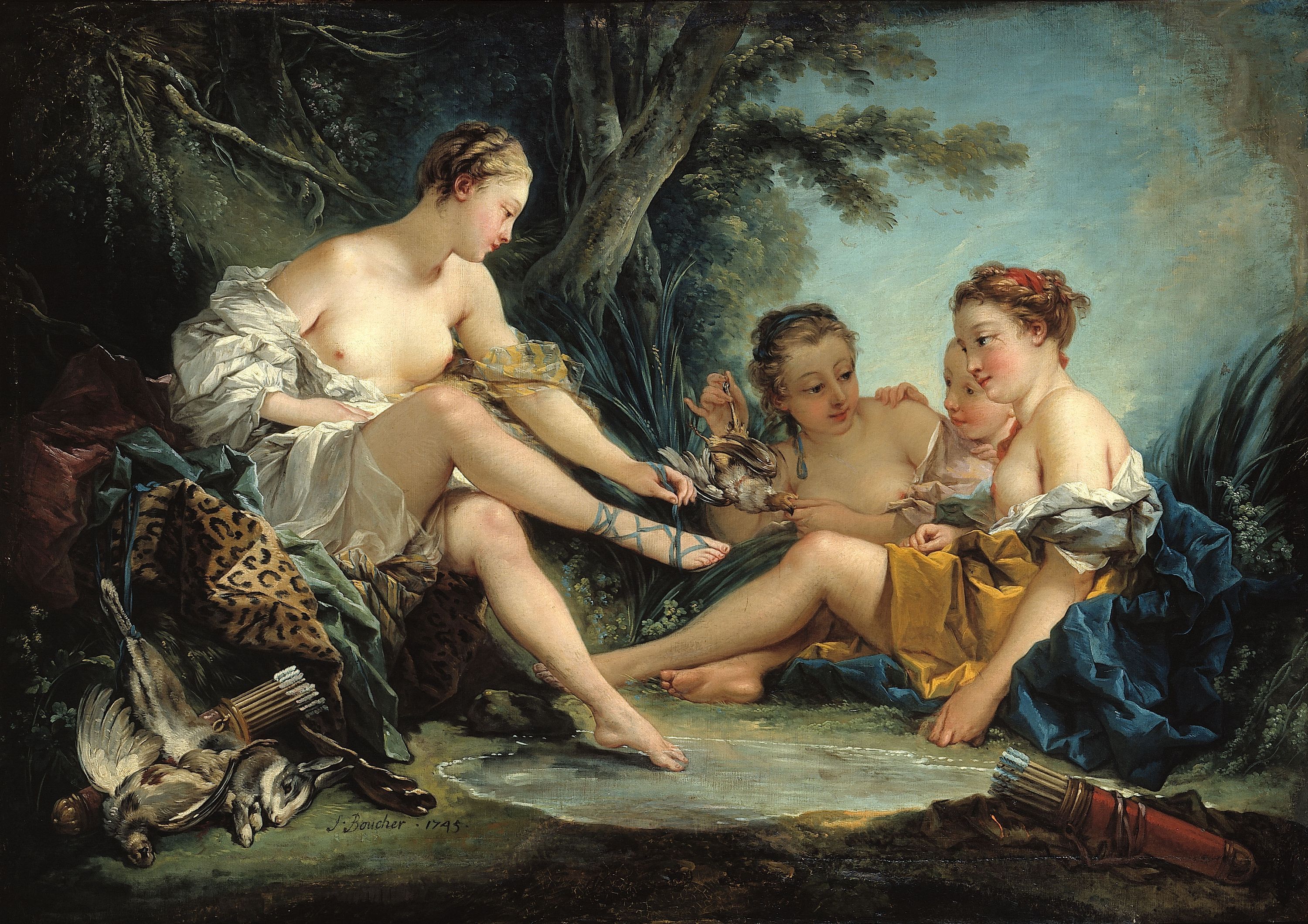
猟師ダイアナの帰還, 1745 (画)フランソワ・ブーシェ
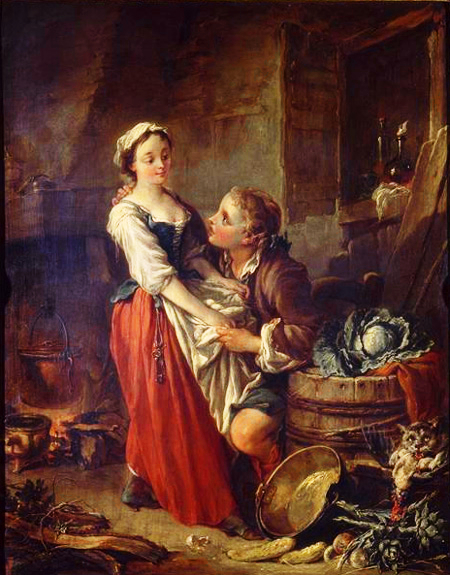
La belle cuisinière (画)フランソワ・ブーシェ
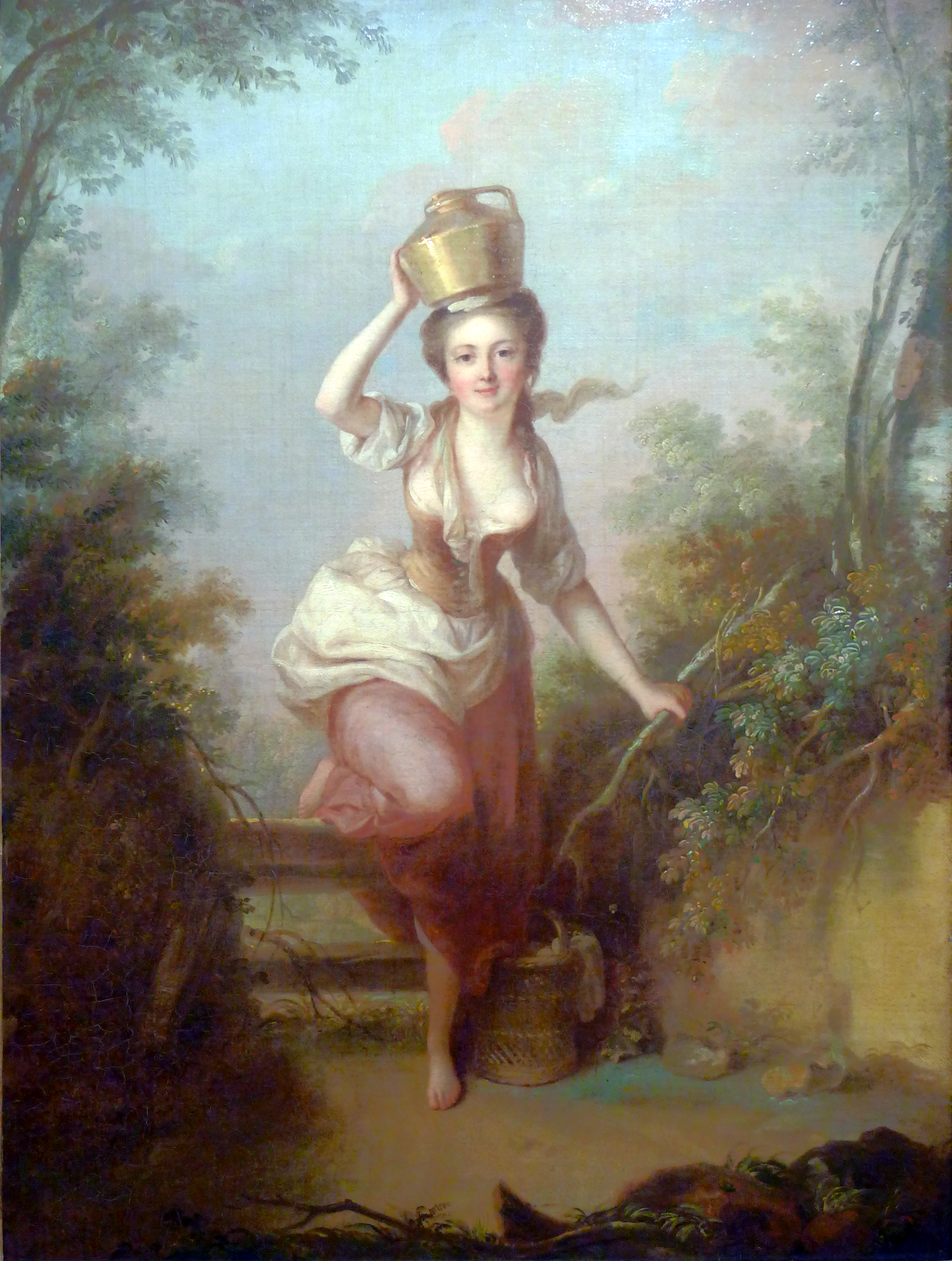
La laitière (画)ジャン＝バティスト・ウエ
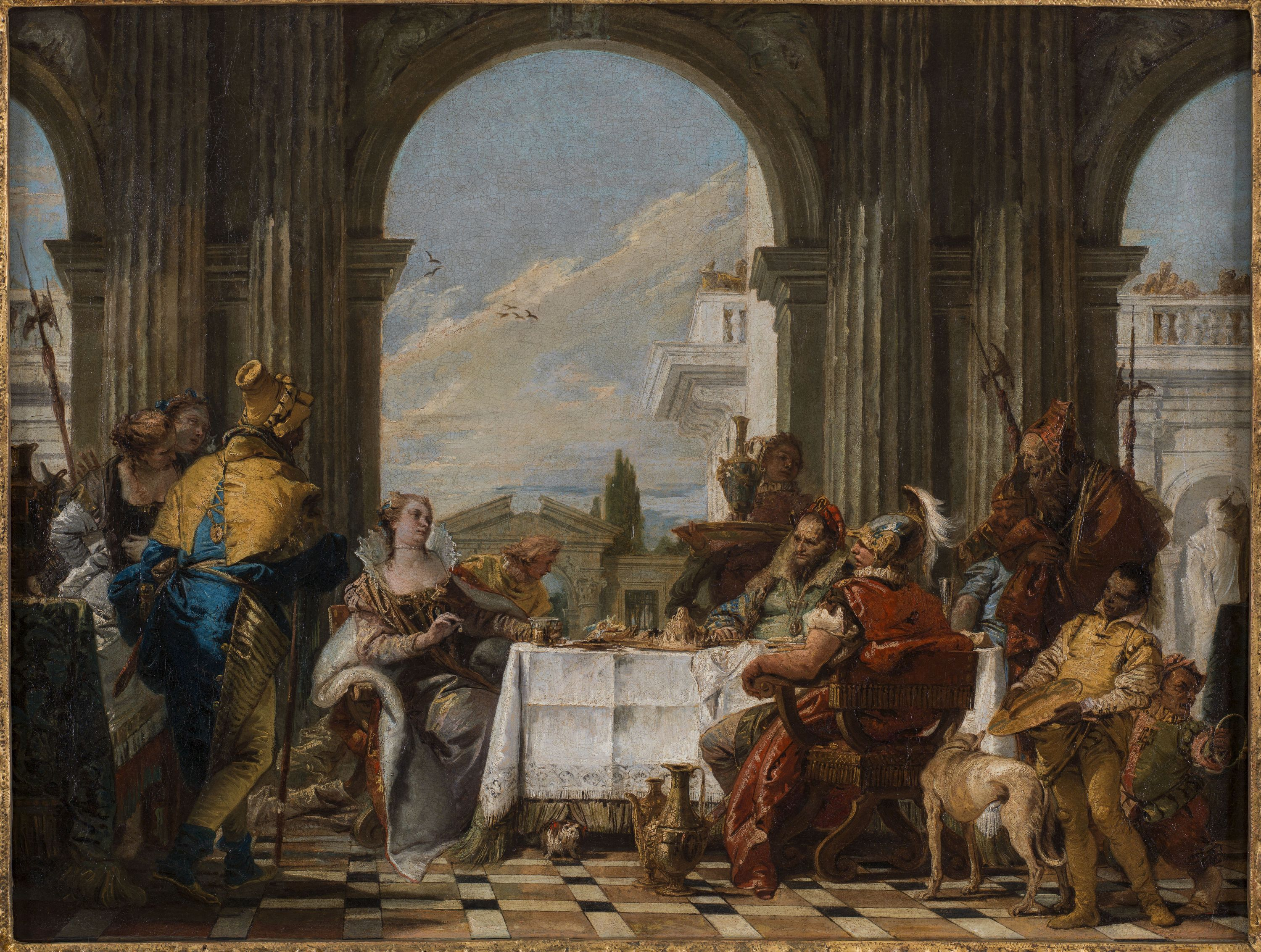
Le Banquet de Cléopâtre,1742-1743 (画)ジョヴァンニ・バッティスタ・ティエポロ
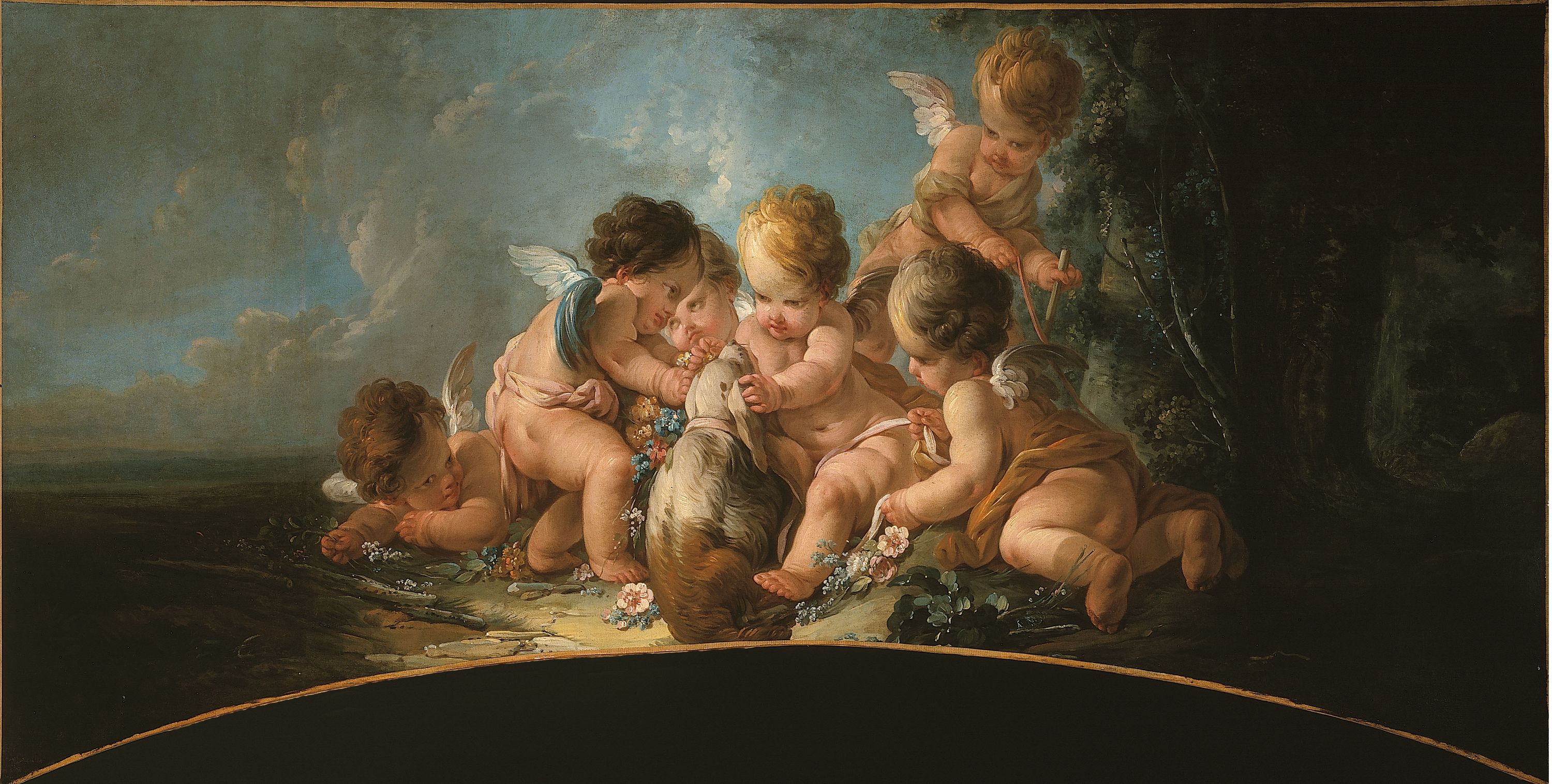
犬と遊ぶクピドたち(c.1761) ジャン＝フランソワ・クレルモン(画)